# Monte Salviano
Il monte Salviano è un gruppo montuoso dell'appennino abruzzese, situato lungo lo spartiacque tra la conca del Fucino e i piani Palentini, nella Marsica, incluso nella riserva naturale guidata Monte Salviano e indicato tra i siti di interesse comunitario dell'Abruzzo per una superficie di 860 ettari.

## Descrizione

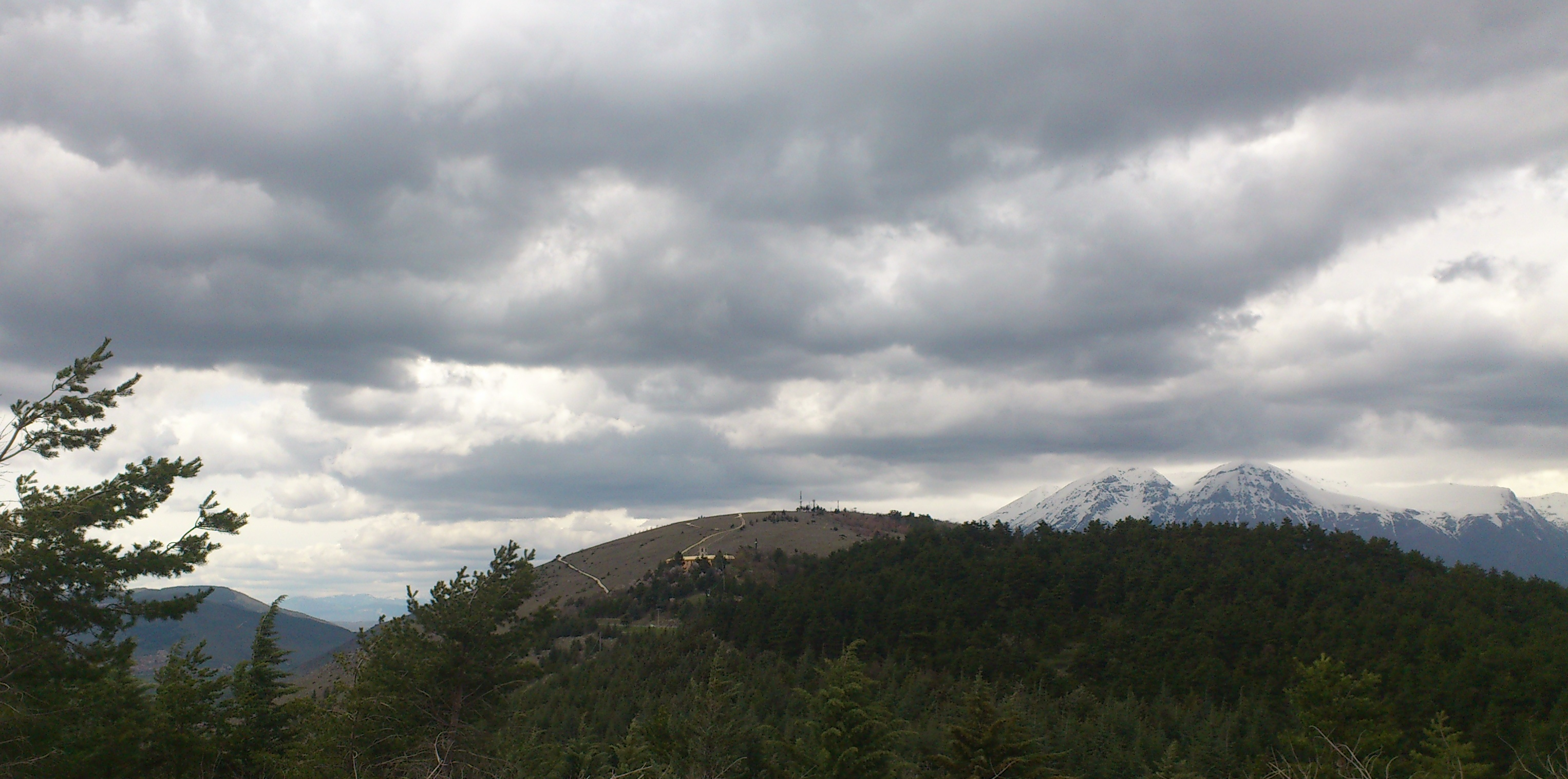
Pietraquaria e le vette del Velino viste dalla via dei Marsi

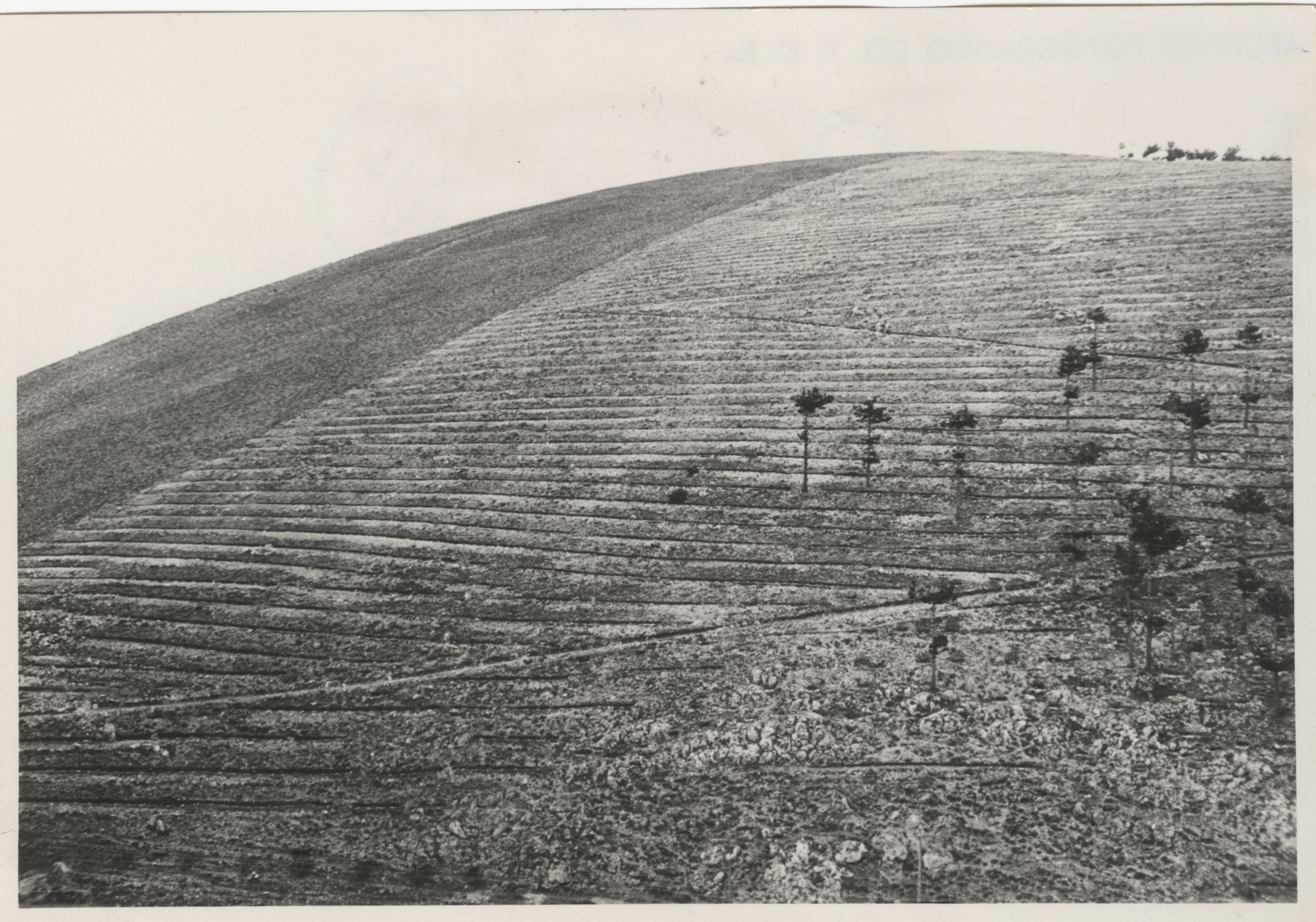
Rimboschimento del 1951 (collezione Touring Club Italiano)

Include al suo interno le cime dei monti Salviano e d'Aria (1011 m s.l.m.), Cimarani (1108 m s.l.m.), San Felice (1030 m s.l.m.), il Colle San Silvestro (1017 m s.l.m.), il Colle Cesolino (717 m s.l.m.) Sulla sommità si trova il santuario della Madonna di Pietraquaria, mentre il ventre montuoso è attraversato dai cunicoli di Claudio, complessa opera idraulica risalente all'epoca romana che permise nella seconda metà dell'Ottocento, dopo articolate opere di ampliamento dell'emissario ipogeo e delle infrastrutture connesse, il totale prosciugamento del lago Fucino; attraverso il sentiero "Cammino della Pace", inaugurato nel 2024, si può raggiungere la grotta di Ciccio Felice.
Non distante dal santuario svetta il Crocione, una grande croce di legno dedicata al Cristo redentore e innalzata tra gli alberi secolari nel 1902, restaurata una prima volta nel 1937, infine nel 2006.
Il primo agosto 1993 un grave incendio mandò in fumo decine di ettari di pino nero nella pineta impiantata nel 1916 dai prigionieri del campo di concentramento di Avezzano e nel 1951, grazie al rimboschimento avviato con i "cantieri-scuola" ideati da Amintore Fanfani. Il restauro ecologico successivo al grande incendio del 1993, attuato attraverso la riforestazione di specie autoctone e indigene, ha favorito il processo di rinaturalizzazione spontanea consolidando l'ecosistema della riserva.
Dal 1999 i settori montuosi ricadenti nel territorio comunale di Avezzano (AQ) sono inclusi nella riserva naturale guidata Monte Salviano, già parco periurbano. Nel 2005 è stato indicato tra i siti di interesse comunitario.

### Etimologia
Sull'origine del nome Salviano ci sono diverse ipotesi: la principale lega il toponimo alla consistente presenza sulla montagna della cosiddetta Salvia di Gerusalemme, ovvero il Salvione giallo (Phlomis fruticosa, appartenente alla famiglia delle Lamiaceae) o più semplicemente della Salvia comune (Salvia officinalis). Una supposizione lega il toponimo alla gens Salvia per via del ritrovamento nell'area marsicana di alcune epigrafi che fanno esplicito riferimento all'antica famiglia romana.

### Visuale dalla vetta
Dalla vetta del monte Salviano è possibile ammirare a nord le vette del monte Velino, ad ovest i piani Palentini, a sud ovest l'imbocco della valle Roveto nei pressi di Capistrello e ad est la conca del Fucino circondata dai monti Marsicani.

## Cartografia
- Rete sentieristica della Riserva naturale guidata Monte Salviano, consultabile on line Archiviato il 7 ottobre 2018 in Internet Archive.
- Cartografia ufficiale italiana dell'Istituto Geografico Militare (IGM) in scala 1:25.000 e 1:100.000, consultabile on line